# Chemin des Tumuli
Le chemin des Tumuli (en néerlandais: Tumuliweg) est un chemin en forêt de Soignes.

## Galerie

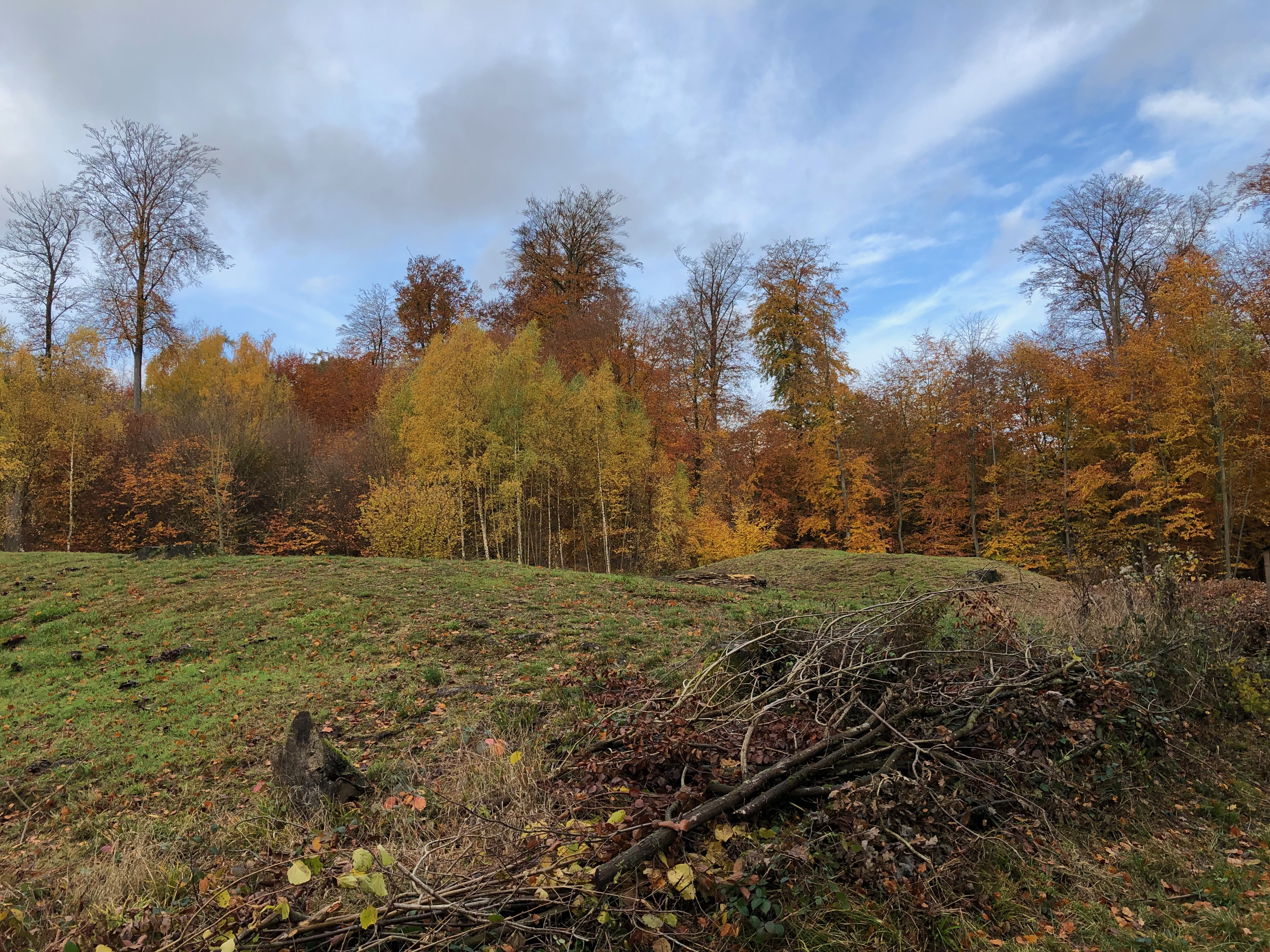
Tumuli[1] de la forêt de Soignes